# Калиновка (Красноградский район)
Калиновка (укр. Калинівка) — село, Октябрьский сельский совет, Красноградский район, Харьковская область, Украина.
Код КОАТУУ — 6323384504. Население по переписи 2001 года составляет 22 (8/14 м/ж) человека.

## Географическое положение
Село Калиновка находится на правом берегу реки Берестовая, выше по течению на расстоянии в 2 км расположено село Дьячковка (Нововодолажский район), на противоположном берегу расположено село Сосновка.

## История
- 1800 — дата основания.

## Экономика
- Молочно-товарная ферма.